# Římsko-aequijské války
Římsko-aequijské války byla série střetnutí starověkého Říma během jeho rané expanze ve střední Itálii s východním sousedem, kmenem Aequů.
Římský historik Livius ve svém díle zmiňuje, že poslední král Říma, Tarquinius Superbus s Aequy uzavřel mír. Aqeuové později s Římem svedli několik bitev, mezi nimiž byla nejvýznamnější bitva u hory Algidus v roce 458 př. n. l. Jejich hlavní centrum údajně obsadili Římané kolem roku 484 př. n. l. a znovu asi o devadesát let později.
Zmínky o bojích mezi Římany a Aequy se ve druhé polovině 5. století př. n. l. stávají stále vzácnějšími. Pravděpodobně se Aequové postupně stali usedlejším lidem, a v důsledku toho jejich nájezdy na římské území ustaly.
Aequové nebyli až do konce druhé samnitské války stále definitivně poraženi. Po ní, jak se zdá, obdrželi omezenou formu práv.

## Vpád Aequů v roce 494 př. n. l.
Během období občanských nepokojů v Římě, které vyvrcholily první secesí plebejů v roce 494 př. n. l., vytáhli proti Římu současně kmeny Volsků, Sabinů a Aequů. V Římě byl proti této hrozbě jmenován římský diktátor Manius Valerius Maximus, který postavil deset legií, vůbec největší počet, který kdy byl vytvořen. Tři z nich byly přiděleny konzulovi Veturiovi, který s nimi měl čelit Aequům.
Aequové vtrhli do Latia a Veturius tam vpochodoval, aby se na žádost latinských spojenců Říma střetl s nepřítelem, spíše než by dovolil Latinům se vyzbrojit. Po příchodu římské armády se Aequové stáhli z Latia do bezpečí hor na východě.
Krátce nato Římané postupovali do hor směrem k táboru Aequů. Římský konzul chtěl raději odložit jakýkoli útok, protože tábor aequijské armády se nacházel v poloze, ke které bylo obtížné se přiblížit. Jeho vojáci však požadovali zaútočit, protože se obávali, že konzul otálí úmyslně, aby mezitím diktátorovi vypršela půlroční lhůta jeho úřadu a on nemohl splnit sliby, které dal k uklidnění sporů v Římě. Římská armáda tedy nerozvážně postupovala směrem k táboru Aequů, ti však byli tak překvapeni odvahou Římanů, že opustili svůj tábor a uprchli do údolí na druhé straně hor. Římská armáda obsadila opuštěný tábor Aequů, získala značnou kořist a zajistila si nekrvavé vítězství.

## Útok na Řím v roce 488 př. n. l.
V roce 488 př. n. l. obléhali Řím Volskové vedení Coriolanem a Tullem Aufidiem. Coriolanus, římský rodák, na přímluvu své matky a manželky přerušil obléhání a ustoupil. Volskové později útok na Řím zopakovali a tentokrát se k nim připojilo vojsko Aequů, ti však odmítli přijmout Aufidia jako společného velitele. V důsledku tohoto sporu nakonec obě armády bojovaly proti sobě, čímž se jejich síla snížila tak, že již nepředstavovaly pro Řím hrozbu

## Probíhající nepřátelství od roku 485 př. n. l.
Volskové a Aequové byli spolu znovu poraženi v roce 485 př. n. l. Konzul Quintus Fabius Vibulanus způsobil hněv lidu tím, že veškerou získanou kořist vložil do státní pokladny.
V roce 484 př. n. l. vypuklo nepřátelství s Volsky a Aequy opět. Římané vedení konzulem Luciem Aemiliem Mamerkem porazili spojené nepřátele a římská jízda mnoho pobila na útěku, který pak následoval.
Aequové pozvedli zbraně znovu v roce 482 př. n. l. O rok později oblehli město Latinů Ortonu, Římané mezitím sestavili vojsko a svěřili ho pod velení konzula Kaesa Fabia Vibulana. Římané se střetli s Aequy v bitvě a porazili je výhradně jezdeckým útokem. Kvůli všeobecné nespokojenosti římských vojáků jak s patriciji, tak se samotným Fabiem, odmítla římská pěchota nepřítele pronásledovat poté, co ji k tomu Fabius nabádal, a vrátila se do tábora. Nicméně Fabius a armáda se vítězně vrátili do Říma.
V roce 479 př. n. l. se stal Kaeso Fabius opět konzulem. Aequové vtrhli na latinské území a Fabiovi byla přidělena armáda, aby se s hrozbou vypořádala. Nebyla svedena žádná významná bitva, protože Aequové se stáhli do svých opevněných měst. Když přišla zpráva, že druhý konzul Titus Verginius Tricostus Rutilus byl poražen vojskem Vejí, Fabius rychle se svou armádou přispěchal na pomoc, aby vojsko svého kolegy nebylo zničeno úplně.
V roce 475 př. n. l. napadli Aequové spolu s Volsky latinské území. Latinové, ke kterým se připojil kmen Herniků, ale odrazili nepřítele i bez pomoci římského vojska a získali značné množství kořisti.
V roce 471 př. n. l. vtrhli do Latia Aequové znovu, stejně tak i Volskové. Konzul Titus Quinctius Capitolinus velel římským jednotkám proti Aequům a úspěšně pustošil nepřátelské území. Na rozdíl od svého kolegy Appia Claudia Sabina, který urazil plebejce a ztratil disciplínu svých jednotek, Quinctius díky své mírné povaze si přízeň vojska i jeho disciplínu udržel. Jeho jednotky se skutečně vrátily do Říma s chválou na Quinctia a nazývaly ho svým „otcem“ (a Appia „tyranem“ ).
V následujícím roce konzul Lucius Valerius Potitus vedl znovu římské jednotky proti Aequům. V dobytí jejich tábora mu zabránila velká bouře s krupobitím, proto jen zpustošil aequijské území.
O tři roky později v roce 467 př. n. l. byl konzul Quintus Fabius Vibulanus poslán s římskou armádou na aequijské území. Aequové požádali o mír a ten jim byl poskytnut. Nicméně krátce poté ho Aequové porušili nájezdem na latinské území. V roce 466 př. n. l. vedl konzul Quintus Servilius Priscus Structus římskou armádu na území Aequů, aby pokračovala ve válce z předešlého roku. Nemoc, která vypukla v římském táboře, zabránila jakémukoli vojenskému střetnutí.
V roce 465 př. n. l. Quintus Fabius Vibulanus ve svém druhém konzulátu obdržel mimořádný úkol vytáhnout proti Aequům. Snažil se je přesvědčit, aby uzavřeli mír, ale Aequové jeho nabídku odmítli a vydali se na pochod k Algidu. Římané byli tak uraženi chováním Aequů, že byl poslán se svojí armádou proti nim i druhý konzul Titus Quinctius Capitolinus Barbatus. Byla svedena bitva, ve které Římané zvítězili, a Aequové se stáhli na své vlastní území.
Nedlouho poté se však vrátili do Latia a začali drancovat venkov. Zprávy o tomto čerstvém útoku v době, kdy oba konzulové ještě byli mimo město, vyvolaly v Římě paniku. Konzul Quinctius se vrátil do města a aby uklidnil obyvatelstvo, vyhlásil justitium a jmenoval na dobu nepřítomnosti konzulů Quinta Servilia Priska městským prefektem (praefectus urbi). Quinctius se svým vojskem pak znovu opustil Řím, ale nebyl schopen najít nepřítele, aby ho donutil k bitvě. O čtyři dny později se vrátil do Říma a prohlásil justitium za ukončené. Mezitím druhý konzul Fabius úspěšně přepadl Aequy, porazil je a získal zpět veškerou kořist, která byla uloupena na latinském území. Poté pronásledoval Aequy na jejich vlastní území a pustošil jej, později se vrátil do Říma s velkou slávou a kořistí.
Nepřátelství pokračovalo i v roce 464 př. n. l. Aequové se spojili s volským městem Ecetrou (již pod římskou nadvládou) proti Římu. Hernikové se o tomto spojenectví dozvěděli a varovali Řím, že se Ecetrané vzbouřili. Římané také tušili, že se vzbouří i volské město Antium, ve kterém již existovala římská kolonie. Toto podezření bylo oprávněné, protože Antium bylo poraženo Římem v roce 468 př. n. l. a mnoho hlavních odpůrců Říma uprchlo z Antia k Aequům, bojovalo s Aequy proti Římu a následně se vrátilo do Antia. Římští konzulové Aulus Postumius Albus Regillensis a Spurius Furius Medullinus Fusus povolali přední muže Antia do Říma, aby vysvětlili své postavení, ale ti se bez váhání zúčastnili a na dotazy konzulů odpověděli tak, že jim byl dovolen návrat do Antia s větším podezřením, než když přišli.
Aequové vtrhli na hernické území a konzul Furius vytáhl proti nim. V počáteční bitvě Aequové zvítězili a římské síly byly obleženy ve svém táboře. Hernikové poslali zprávu o porážce do Říma a senát vyhlásil nouzový dekret, senatus consultum ultimum (první zaznamenané použití tohoto dekretu), přičemž naléhal na zbývajícího konzula Postumia, aby přijal všechna opatření na ochranu státu. Postumius zůstal v Římě, aby dohlížel na odvod vojska, a Titus Quinctius, konzul předchozího roku, obdržel velení nových římských sil jako prokonzul. Latinským spojencům, Hernikům a Antiu, bylo přikázáno poskytnout pohotovostní jednotky (subitarii).
Aequijské vojsko napadlo římské území a mělo v úmyslu zaútočit na město, pokud by to bylo možné. Konzul Postumius byl poslán, aby této nové hrozbě čelil, a Lucius Valerius, konzul z roku 470 př. n. l., zůstal bránit Řím. Na několik dní bylo opět vyhlášeno justitium.
Mezitím římské síly vedené konzulem Furiem vyrazily z obleženého tábora a zaútočily na Aequy. Římský útok zpočátku uspěl, nicméně konzulův bratr Publius (který byl konzulem v roce 472 př. n. l. a sloužil jako legát pod velením svého bratra) vedl své síly příliš daleko od hlavní jednotek, byl odříznut a zabit. To vedlo konzula k tomu, aby ho v řeži následoval, sám byl zraněn a s obtížemi zachráněn před nepřítelem. Aequové znovu oblehli Římany v jejich táboře a ukázali hlavu konzulova bratra. Pak ale dorazil prokonzul Quinctius s latinskými a hernickými silami a zaútočil na aequijskou armádu. Obležené římské vojsko znovu vyrazilo z tábora a aequijská armáda byla drtivě poražena.
Postumius byl také úspěšný proti aequijským jednotkám na římském území, v útoku na ně se k němu připojily vracející se římské armády Quinctia a Furia. Livius, který vycházel z díla historika Valeria Antia, uvádí počet Římanů padlých na území Herniků na 5 800, 2 400 zabitých Aequů na římském území a dalších 4 230 Aequů, kteří padli při drancování.
Římské síly se vrátily do Říma. Justitium bylo ukončeno a latinské a hernické jednotky byly propuštěny s velkými díky od senátu. Tisícovka vojáků z Antia dorazila příliš pozdě na to, aby mohla poskytnout pomoc, a byla také propuštěna. Na konci této války byl Řím svědkem řady neblahých věštných znamení, a proto byly na usmíření bohů vyhlášeny třídenní prosebné slavnosti.

## Povstání Aequů v roce 388 př. n. l.
V roce 390 př. n. l. porazila skupina galských kmenů římskou armádu v bitvě u Allie a poté vyplenila Řím. Starověcí spisovatelé uvádějí, že v roce 389 př. n. l. postavili Etruskové, Volskové a Aequové armády v naději, že využijí tohoto poklesu římské moci. Podle Livia a Plútarcha shromáždili Aequové svou armádu u města Bolae právě v době, kdy římský diktátor Marcus Furius Camillus způsobil těžkou porážku Volskům. Překvapil aequijské vojsko a dobyl jak jejich tábor, tak i město. Podle Diodóra Aequové ve skutečnosti obléhali Bolae, když na ně Camillus zaútočil. Podle Livia římská armáda opětovně zpustošila území Aequů v roce 388 př. n. l., tentokrát však nenarazila na žádný odpor. Oakley považuje tyto zprávy o římských vítězstvích proti Aequům v letech 389–388 př. n. l. za historické, potvrzené vymizením Aequů z písemných pramenů nejpozději do roku 304 př. n. l. Vzhledem ke sporům v pramenech však přesnou povahu bojů kolem Bolae nelze určit. Bolae bylo latinské město, ale bylo také dějištěm mnoha bojů mezi Římany a Aequy a několikrát změnilo majitele. Je tedy možné buď jeho – prameny nezmíněné – obsazení Aequy následované znovudobytím Římany, nebo neúspěšné obléhání Aequy.